# Dikrella pusilla
Dikrella pusilla är en insektsart som först beskrevs av Lawson 1930.  Dikrella pusilla ingår i släktet Dikrella och familjen dvärgstritar.
Artens utbredningsområde är Texas. Inga underarter finns listade i Catalogue of Life.